# Liste des cimetières militaires de la Seconde Guerre mondiale

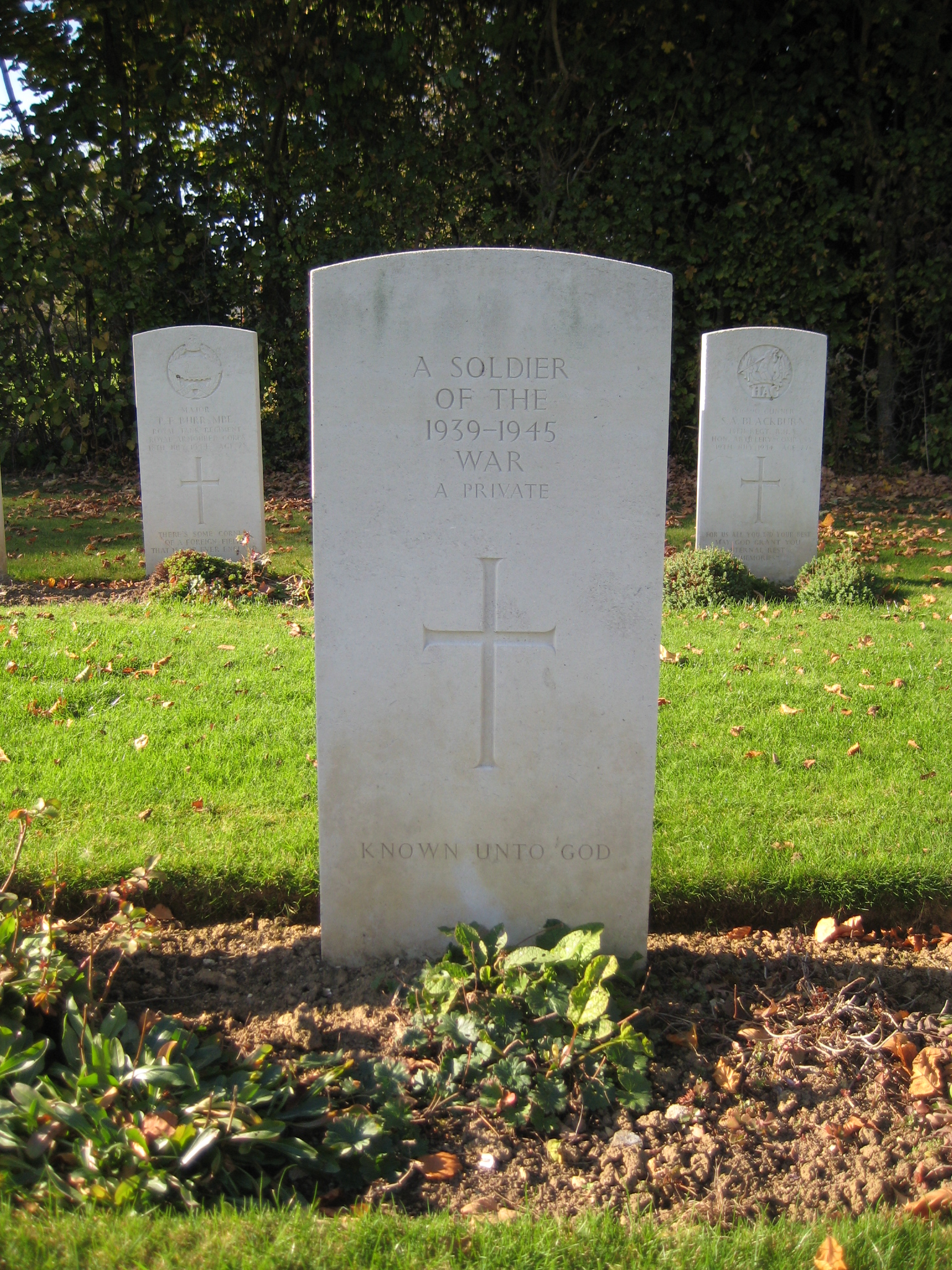
Une tombe anonyme dans le cimetière britannique d'Hermanville-sur-mer

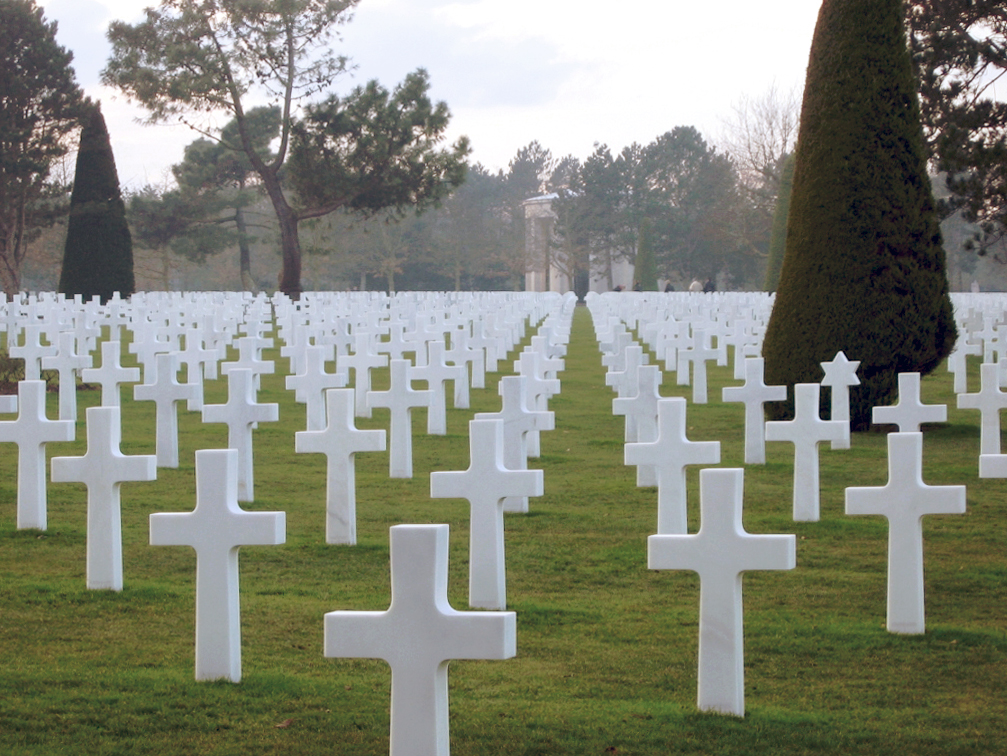
Cimetière américain de la Seconde Guerre mondiale à Saint-Laurent-sur-Mer (Normandie)

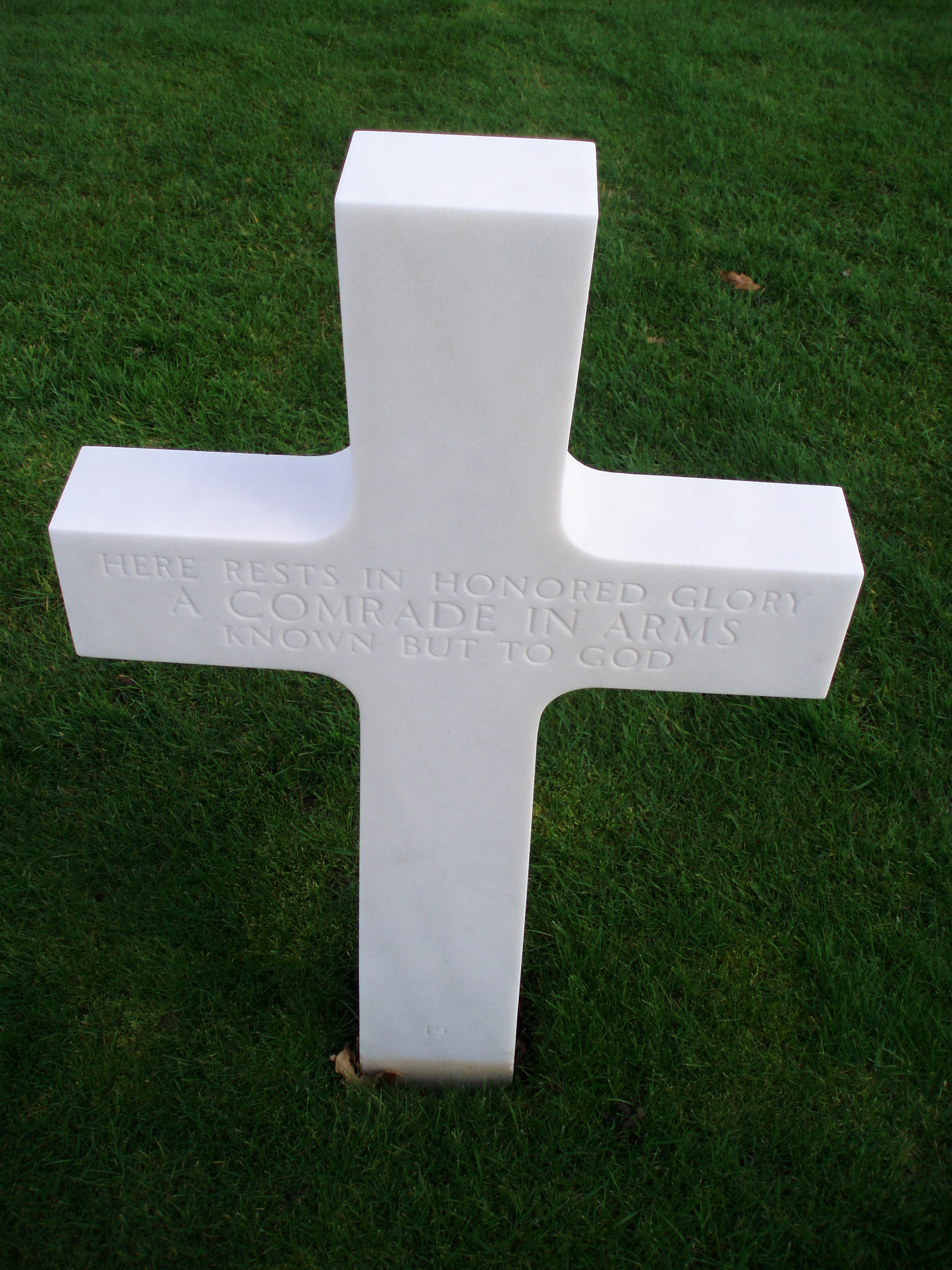
La tombe d'un soldat inconnu au cimetière américain de Colleville-sur-Mer sur les hauteurs dOmaha Beach

Les cimetières militaires de la Seconde Guerre mondiale, créés à la suite de la Seconde Guerre mondiale, sont dédiés aux soldats tombés — agresseurs comme défenseurs — selon les droits humanitaires de la convention de Genève. Des accords bilatéraux ont été définis entre les nations concernées pour statuer sur ces lieux.

## Belgique

### Cimetières américains
- Cimetière militaire américain de Neuville-en-Condroz
- Cimetière militaire américain de Henri-Chapelle (Welkenraedt)

## France

### Grand Est
- Cimetière américain d'Épinal

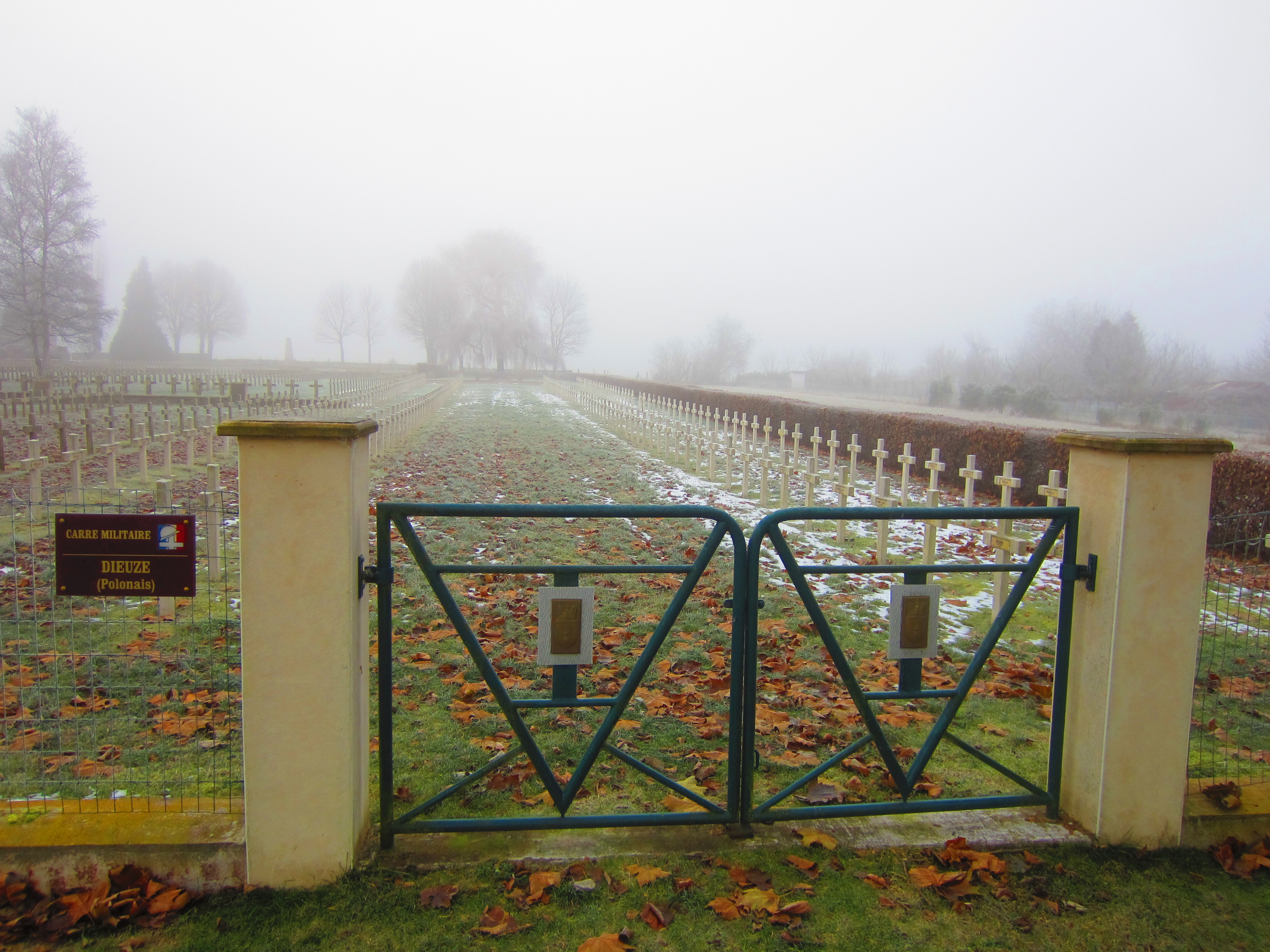
Cimetière militaire polonais de Dieuze.

- Cimetière américain de Saint-Avold
- Cimetière militaire polonais de Dieuze

#### Cimetières allemands
- Cimetière militaire allemand de Niederbronn-les-Bains
- Cimetière militaire allemand de Bergheim

### Nouvelle-Aquitaine

#### Cimetière allemand
- Cimetière militaire allemand de Berneuil à Berneuil (Charente-Maritime)

#### Cimetière français
- Nécropole nationale de Rétaud
- Mémorial de la Résistance

### Auvergne-Rhône-Alpes

#### Cimetières français et alliés
- Nécropole nationale de la Doua à Villeurbanne, dans le Rhône.
- Tata sénégalais de Chasselay, nécropole nationale de Chasselay (Rhône)
- Nécropole nationale d'Eygalayes, en Drôme provençale

#### Cimetière allemand
- Cimetière militaire allemand de Dagneux dans l'Ain

### Bretagne
- Cimetière militaire allemand de Ploudaniel-Lesneven
- Cimetière militaire allemand de Pornichet
- Carré militaire britannique du cimetière de l'Est de Rennes

### Normandie

#### Cimetières américains
- Cimetière américain de Colleville-sur-Mer
- Cimetière américain de Saint-James

#### Cimetières allemands
- Cimetière militaire allemand de La Cambe
- Cimetière militaire allemand de Champigny-Saint-André
- Cimetière militaire allemand de Marigny
- Mausolée du Mont d'Huisnes
- Cimetière militaire allemand d'Orglandes
- Cimetière militaire allemand de Saint-Désir-de-Lisieux

Des soldats allemands reposent aussi dans la dizaine de cimetières britanniques de Normandie.

#### Cimetière français
- Nécropole nationale des Gateys

#### Cimetières britanniques

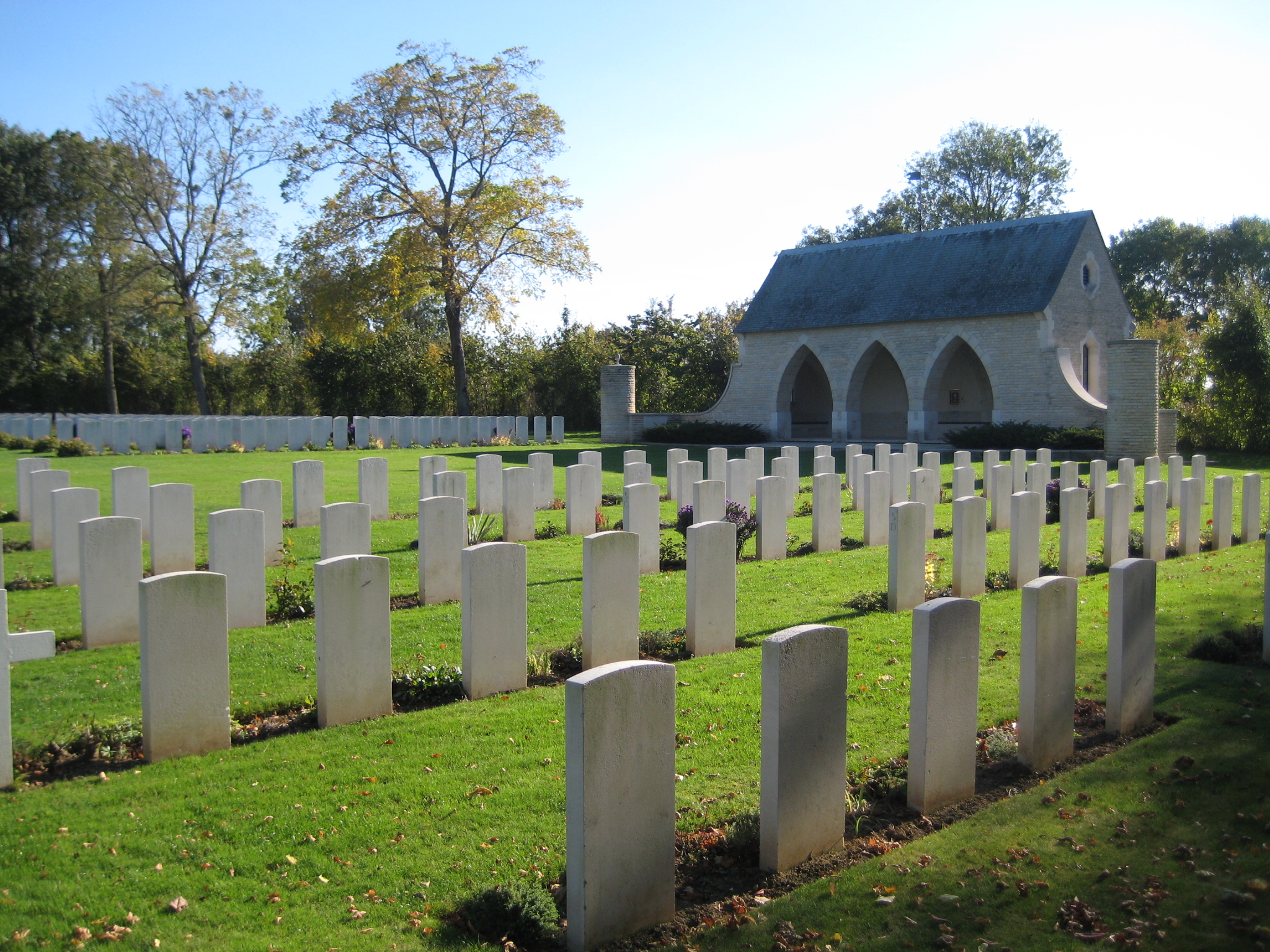
Cimetière britannique d'Hermanville-sur-Mer

- Cimetière militaire du Commonwealth de Banneville-la-Campagne
- Cimetière militaire britannique de Bayeux
- Cimetière militaire du Commonwealth de Bazenville
- Cimetière militaire du Commonwealth de Cambes-en-Plaine
- Cimetière militaire du Commonwealth de Chouain
- Cimetière militaire du Commonwealth de Douvres-la-Délivrande
- Cimetière militaire du Commonwealth de Fontenay-le-Pesnel
- Cimetière militaire du Commonwealth d'Hermanville-sur-Mer
- Cimetière militaire du Commonwealth d'Hottot-les-Bagues (sur le territoire de Tilly-sur-seulles)
- Saint-Désir de Lisieux à côté de Saint-Désir
- Cimetière militaire du Commonwealth de Ranville
- Cimetière militaire du Commonwealth de Saint-Charles-de-Percy
- Cimetière militaire du Commonwealth de Saint-Manvieu-Norrey
- Cimetière militaire du Commonwealth de Secqueville-en-Bessin
- Cimetière militaire du Commonwealth de Tilly-sur-seulles

#### Cimetières canadiens
- Cimetière militaire canadien de Bretteville-sur-Laize (Commune de Cintheaux)
- Cimetière militaire canadien de Bény-sur-Mer (commune de Reviers)
- Cimetière militaire canadien de Dieppe

#### Cimetière polonais
- Cimetière militaire polonais de Grainville-Langannerie :

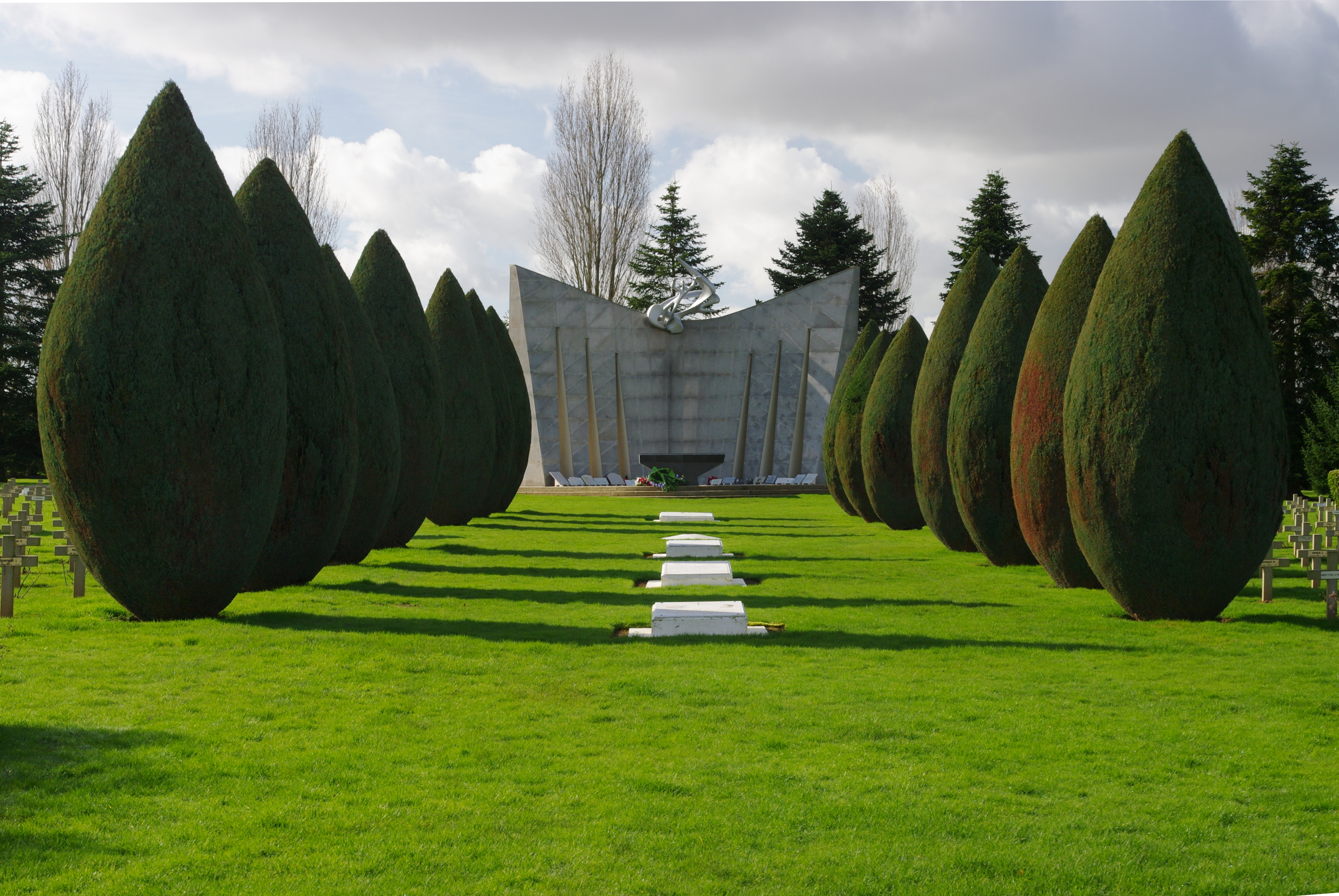
Le cimetière polonais à Grainville-Langannerie, Calvados.

### Hauts-de-France

#### Cimetière américain
- Cimetière américain de Seringes-et-Nesles (Aisne) carré E 95 sépultures Seconde Guerre mondiale.

(Source informations GRP PICARDIE 1939-1945)

#### Cimetière allemand

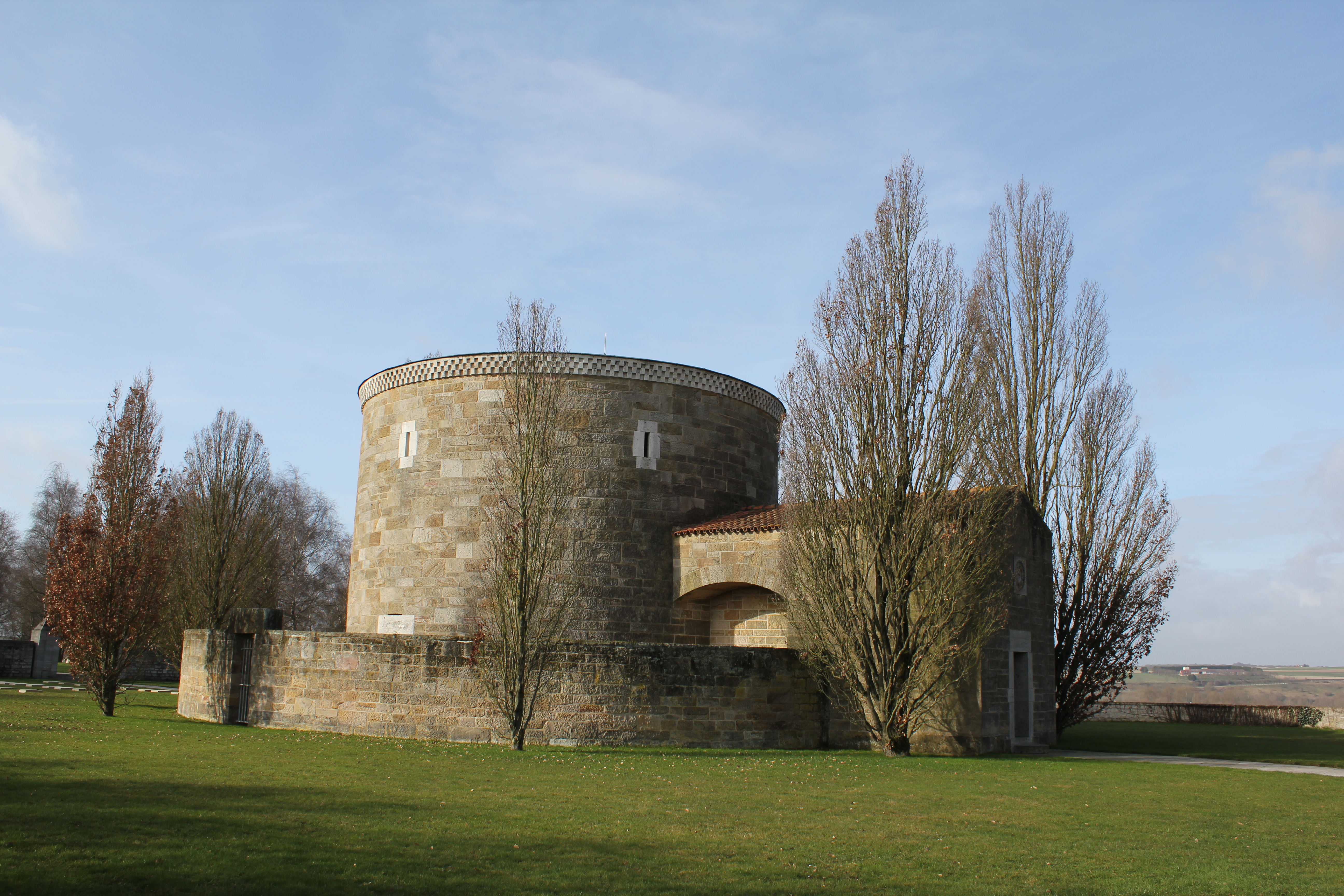
Cimetière militaire allemand de Bourdon

- Cimetière militaire du Fort de la Malmaison à Chavignon (Aisne).
- Cimetière militaire de Beauvais (Oise).
- Cimetière militaire allemand de Bourdon (Somme).

#### Cimetière du Commonwealth
- Abbeville (Somme) : Cimetière militaire britannique de la Chapelle et carré militaire britannique
- Amiens (Somme) : Cimetière britannique Saint-Pierre
- Longueau (Somme) : Cimetière militaire.
- Poix de Picardie (Somme) : Cimetière militaire britannique
- Roye (Somme) : Cimetière militaire Roye.
- Blargies (Oise : Cimetière militaire britannique

#### Nécropole nationale française
- Nécropole nationale de Ambleny WWI-WWII
- Nécropole nationale de Marissel à Beauvais WWI-WWII
- Nécropole nationale de Cambronne-lès-Ribécourt WWII
- Nécropole nationale de Catenoy WWI-WWII
- Nécropole nationale de Château-Thierry WWI-WWII
- Nécropole nationale de Chauny WWI-WWII
- Nécropole nationale de Compiègne WWI-WWII
- Nécropole nationale de Condé-Folie. WWI-WWII
- Nécropole nationale de Crouy WWI-WWII
- Nécropole nationale de Guise WWI-WWII
- Nécropole nationale de Rémy WWI-WWII
- Nécropole nationale de Méry-la-Bataille WWI-WWII
- Nécropole nationale de Noyon WWI-WWII
- Nécropole nationale de Senlis WWI-WWII
- Nécropole nationale de Thiescourt WWI-WWII
- Nécropole nationale de Tracy-le-Mont WWI-WWII
- Nécropole nationale de Vauxaillon WWI-WWII
- Nécropole nationale de Vailly-sur-Aisne WWI-WWII
- Nécropole nationale de Verberie.WWI-WWII
- Nécropole nationale de Vic-sur-Aisne WWI-WWII

#### Cimetière soviétique

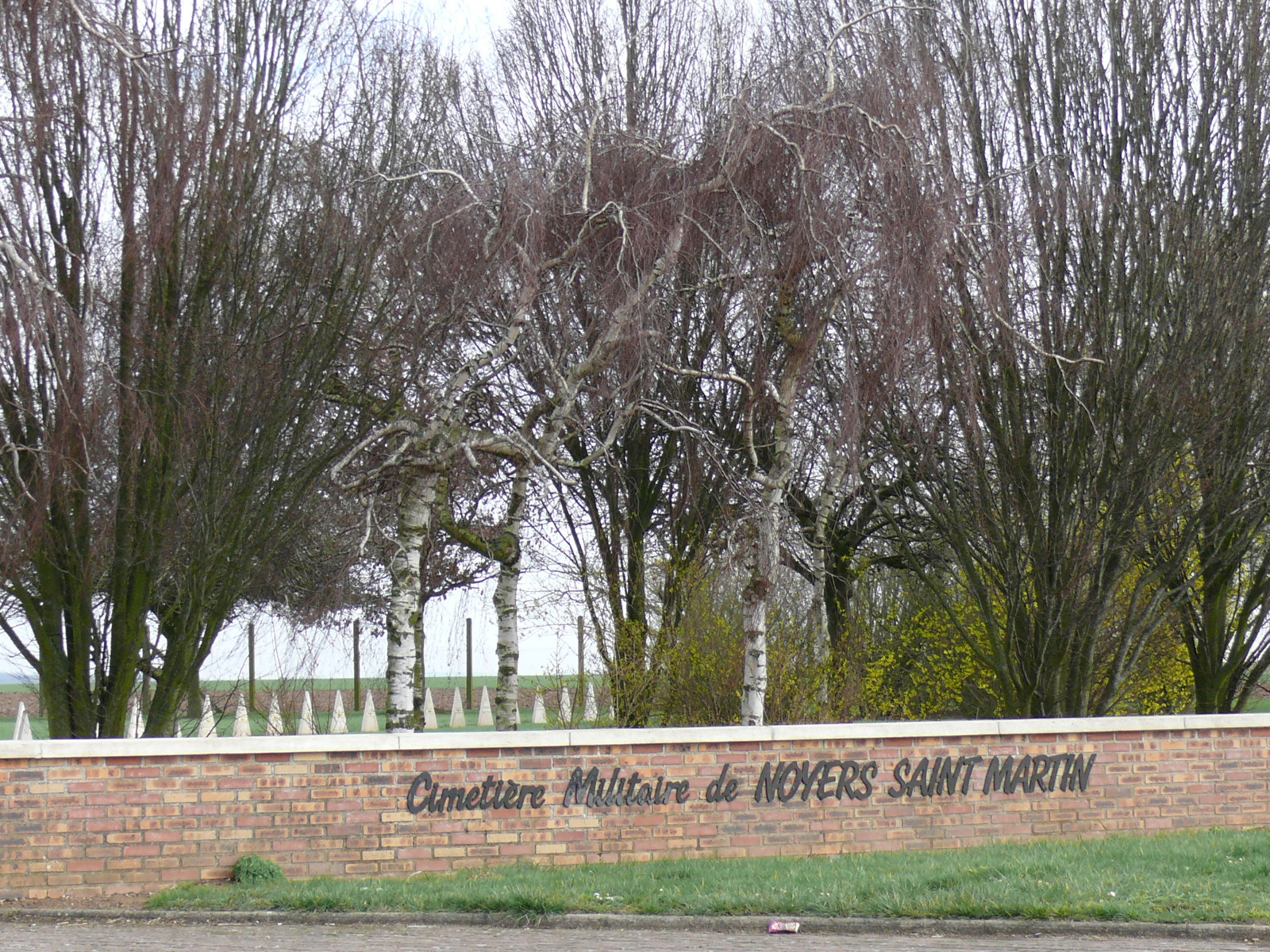
Entrée du Cimetière militaire soviétique de Noyers-Saint-Martin

- Cimetière militaire soviétique de Noyers-Saint-Martin (Oise).

#### Cimetière néerlandais
- Cimetière militaire néerlandais d'Orry-la-Ville.

### Île-de-France
- Cimetière américain de Suresnes
- Carré militaire du cimetière musulman de Bobigny
- Cimetière allemand de Solers (77 Seine-et-Marne)

### Provence-Alpes-Côte d'Azur

#### Cimetière américain
- Cimetière américain de Draguignan

#### Cimetières français
- Nécropole nationale de Boulouris
- Nécropole nationale du Rayol-Canadel-sur-Mer
- Nécropole nationale de Luynes
- Cimetière militaire franco-italien, Saint-Mandrier-sur-Mer

#### Cimetière britannique
- Mazargues War Cemetery, Marseille

## Allemagne
- Cimetière soviétique de Treptower Park (Berlin)
- Cimetière soviétique de Tiergarten (Berlin)

## Pologne
- Cimetière-mausolée des combattants soviétiques de Varsovie

## République tchèque
- Cimetière français de Cheb

## Russie
- Carré des Français du Normandie-Niémen à Moscou
- Cimetière Mamaïev de Stalingrad, aujourd'hui Volgograd

## Italie

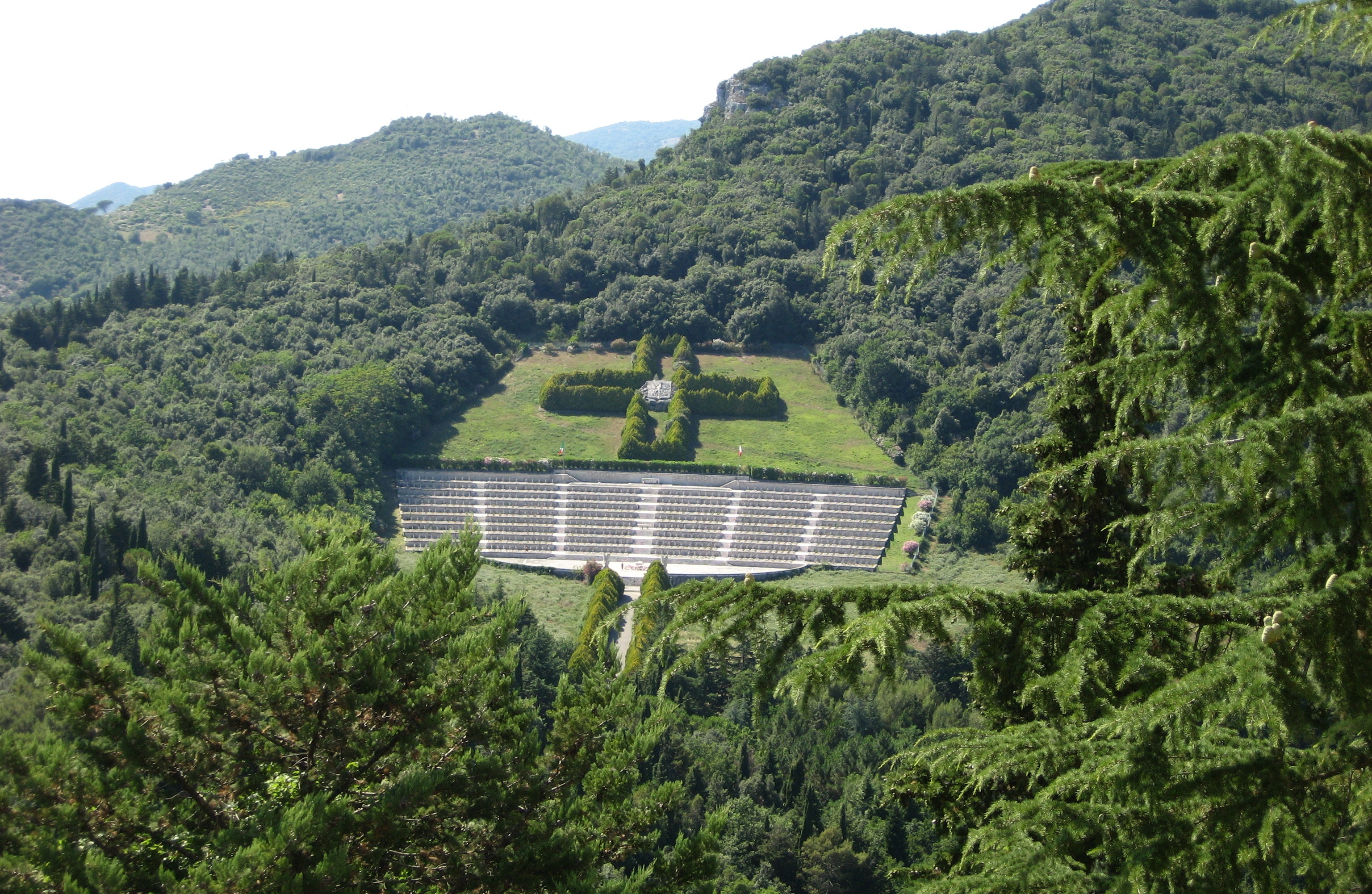
Cimetière polonais à Monte Cassino.

- Cimetière militaire brésilien de Pistoia
- Cimetière militaire polonais du Mont-Cassin
- Cimetière militaire français de Venafro